# 王文豹
王 文豹（おう ぶんひょう）は、清末・中華民国の警察官僚・法務官・行政官僚・法学者・政治家。当時において監獄制度を実際に司り、当該制度の第一人者であった。字は紹荃。

## 事績
清の附生（府・州・県で採用された生員）。1902年（光緒28年）、日本に留学し、東京帝国大学で治安警察法を専攻する。その後、巡査教習所を経て警視庁で警察法を学んだ。1905年（光緒31年）に帰国すると、湖南省警察庁上席顧問兼巡警教習所教官となる。翌年、北京に移り、北京外城巡警総庁検事・外城分庁知事に任ぜられ、以後、行政局長、衛生局長も歴任した。
中華民国成立後の1912年（民国元年）、警察庁課長に任ぜられる。翌年、禁煙局参事となり、さらに京畿税務局長も兼任した。その後、司法部秘書長に転じ、1914年（民国3年）7月に司法部監獄司司長に任命された。なお北京政府が崩壊する1928年（民国17年）6月まで、そのほとんどの期間において、王文豹はこの地位にあり続けた。
監獄司司長を務めつつ、1924年（民国13年）11月に王文豹は司法部次長署理を兼任する。1926年（民国15年）4月、賈徳耀内閣で盧信の後任として司法総長代理となり、胡惟徳臨時内閣を経た同年5月まで務める。その後、燕京大学講師に転じたが、1927年（民国16年）7月に監獄司司長に再任され、北京政府崩壊まで務めた。その他、民国学院法律系主任、北平大学法学院法律系講師も務めている。
王文豹の没年は不明である。

## 著作
- 『監獄改良紀要』（1924年）

## 注
1. ↑  徐主編（2007）、74頁による。外務省情報部編（1928）、424頁は、1928年時点で「年齢50」としているため、（数え年として）1879年生まれとなる。Who's Who in China 3rd ed., p.836.も1879年生まれとしている。
2. ↑  外務省情報部編（1928）、424頁とWho's Who in China 3rd ed., pp.836-837.による。徐主編（2007）、74頁によると、京師警察庁処長、内務部検事、京師市政公所捐務主任を歴任した、とする。
3. 1 2  徐主編（2007）、74頁。
4. 1 2  外務省情報部編（1928）、424頁。
5. ↑  Who's Who in China 3rd ed., p.837.